# Eois carrasca
Eois carrasca är en fjärilsart som beskrevs av Paul Dognin 1899. Eois carrasca ingår i släktet Eois och familjen mätare. Inga underarter finns listade i Catalogue of Life.